# Luís Fernandes (football)
Pour les articles homonymes, voir Luis Fernández et Fernández.
Ne doit pas être confondu avec le joueur et entraîneur français de football Luis Fernandez.
Luís Sergjo Fernandes (arabe : لويس بابلو ألفيش فرنانديز), né le 1er mars 1971 au Brésil, est un joueur de football international libanais d'origine brésilienne, qui évoluait au poste d'attaquant.

## Biographie

### Carrière en sélection
Luís Fernandes reçoit 10 sélections en équipe du Liban, inscrivant un but, entre 2000 et 2004.
Il participe avec l'équipe du Liban à la Coupe d'Asie des nations 2000.

## Palmarès
| Tadamon Tyr - Coupe du Liban (1) : - Vainqueur : 2000-01. |  | Tripoli SC - Coupe du Liban : - Finaliste : 2004-05. |  | Tadamon Tyr - Coupe du Liban (1) : - Vainqueur : 2007-08. - Supercoupe du Liban : - Finaliste : 2008. |